# Kreuz von Pasardschik
Das Kreuz von Pasardschik, war eine russische Auszeichnung für die siegreiche Erstürmung und Einnahme der Stadt Pasardschik, dem heutigen Dobritsch, am 22. Mai 1810 im russisch-türkischen Krieg. Stifter dieser Auszeichnung für Verdienste war Kaiser Alexander.

## Ordensdekoration
Die Ordensdekoration trug auf der Vorderseite die Inschrift (in kyrillischer Schrift): Für die Erstürmung und die Einnahme von Pasardschik, Auf der Rückseite war der Text: Für ausgezeichneten Verdienst. Die vergoldete Auszeichnung hatte die Form eines Malteserkreuzes mit kugelbesetzten Spitzen und einem mittigen runden Medaillon und einer Trageöse zwischen den Kreuzarmen.

## Ordensband und Trageweise
Die Auszeichnung wurde am Bande des St.-Georgs-Ordens um Knopfloch getragen.

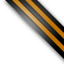
Band des St-Georgs-Ordens (Farbenbeispiel)